# Краще: 1988-1998
Краще: 1988-1998 — компіляційний альбом української співачки Ірини Білик, збірка найкращих пісень попередніх років.

## Перелік пісень
1. Хочу
2. Одинокая
3. Франсуа
4. Божевільна
5. Я іду на війну
6. Ти мій
7. Зоряна ніч
8. Кувала зозуля
9. Я розкажу
10. Дощем
11. Фарби
12. А я пливу
13. Годі вже
14. Парами
15. Так просто
16. Серце